# Amphidraus santanae
Amphidraus santanae là một loài nhện trong họ Salticidae.
Loài này thuộc chi Amphidraus. Amphidraus santanae được María Elena Galiano miêu tả năm 1967.